# Anjo Mau
Anjo Mau é uma telenovela brasileira produzida e exibida pela TV Globo de 2 de fevereiro a 24 de agosto de 1976, em 173 capítulos. Substituiu Bravo! e foi substituída por Estúpido Cupido, sendo a 17.ª "novela das sete" exibida pela emissora.
Escrita por Cassiano Gabus Mendes, contou com a direção de Fábio Sabag e Régis Cardoso, sendo a penúltima novela produzida em preto-e-branco.
Contou com as atuações de Susana Vieira, José Wilker, Renée de Vielmond, Luiz Gustavo, Pepita Rodrigues, Osmar Prado, José Lewgoy e Vanda Lacerda.

## Enredo
Nice é a filha adotiva de uma família de baixa renda, trabalha como  balconista de fábrica  desejando uma vida melhor, consegue um emprego como babá na mansão dos Medeiros. Lá, ela se interessa por Rodrigo, o filho mais velho da família, e decide conquistá-lo a todo custo, usando de muitas artimanhas para alcançar seu objetivo. Ao investigar, ela descobre que Paula, noiva de Rodrigo, está apaixonada por Ricardo, seu futuro cunhado, e usa essa informação para manipular Rodrigo e separá-lo de Paula. Entretanto, a situação de Nice ainda não está completamente resolvida, já que Rodrigo se encanta por Léa, e Nice passa a armar intrigas para separar os dois. Usando suas habilidades maquiavélicas, a babá finalmente conquista o amor do seu patrão, mas infelizmente morre durante o parto no final da história.

## Elenco
| Ator/Atriz          | Personagem                        |
| ------------------- | --------------------------------- |
| Susana Vieira       | Berenice Machado Noronha (Nice)   |
| José Wilker         | Rodrigo Medeiros                  |
| Renée de Vielmond   | Léa Montana                       |
| Vera Gimenez        | Paula Moura                       |
| Luiz Gustavo        | Ricardo Medeiros                  |
| Pepita Rodrigues    | Stela Medeiros Ribeiro            |
| Osmar Prado         | Getúlio Ribeiro                   |
| José Lewgoy         | Augusto Noronha Machado           |
| Wanda Lacerda       | Alzira Noronha                    |
| Sérgio Britto       | Téofilo Montana                   |
| Ilka Soares         | Maria Lúcia Montana (Marilu)      |
| Jaime Barcellos     | Rui Moura                         |
| Rosita Thomaz Lopes | Odete Moura                       |
| Mário Gomes         | Luiz Carlos Noronha               |
| Kátia D'Angelo      | Maria Antônia Noronha (Toninha)   |
| Zanoni Ferrite      | Júlio Roberval da Silva           |
| Neila Tavares       | Teresa Ribeiro                    |
| Henriqueta Brieba   | Carolina Medeiros (Vovó Carolina) |
| Reinaldo Gonzaga    | Fernando                          |
| Átila Iório         | Onias                             |
| Ivan Setta          | Bodoque                           |
| Clarisse Abujamra   | Flávia Antunes                    |
| Hortência Tayer     | Lígia Antunes                     |
| Selma Lopes         | Dona Paquita                      |
| Gilda Sarmento      | Carmem Ribeiro                    |
| Lídia Vani          | Manoela                           |
| José Dias           | Zelão                             |
| Eric Gomes Barbosa  | Edmundo Medeiros Neto (Edinho)    |

### Participações especiais
| Ator/Atriz        | Personagem                             |
| ----------------- | -------------------------------------- |
| Francisco moreno  | Dr. Edmundo Medeiros                   |
| Débora Duarte     | Sônia, nova babá de Edinho             |
| Tato Gabus Mendes | Chico Neto amigo de Rodrigo            |
| Ary Fontoura      | homem que assedia Nice na Rua          |
| Roberto Lopes     | Colega de trabalho de Júlio na oficina |
| Walter Breda      | colega de Júlio na oficina             |
| Heloísa Raso      | Zizi, interesse de Júlio               |
| Rosana Penna      | Convidada do noivado de Rodrigo e Léa  |
| Sylvia Massari    | Convidada do noivado de Rodrigo e Léa  |
| Antônio Pedro     | Convidado no noivado de Rodrigo e Léa  |
| Ferreira Leite    | Escrivão do cartório                   |
| Fernando Villar   | Seu Moraes patrão de Teresa na loja    |

## Produção
Após trabalhar na Rede Tupi onde escreveu os sucessos Alô, Doçura! e Beto Rockfeller, Cassiano Gabus Mendes estreava na Globo com sua primeira novela na emissora e no horário das 19 horas do qual o o consagrou já de cara com Anjo Mau, imprimindo o estilo ideal ao horário da faixa e perpetuado em diversos outros trabalhos. Anjo Mau tornou-se um fenômeno de audiência no horário. O clímax da novela se deu no capítulo da morte de Nice, que obteve altos índices. Susana Vieira revelou, orgulhosa: "A morte de Nice deu 90% de audiência!".
Com a babá Nice, Susana Vieira interpretou sua primeira protagonista em telenovelas como presente pelo sucesso da sua personagem Cândida na telenovela Escalada, exibida no ano anterior. A atriz conta que, por conta de Nice, quase foi agredida na época por uma vizinha.[carece de fontes?]
Quatro meses após a estreia da novela, um incêndio no prédio da Globo, na rua Von Martius, no bairro do Jardim Botânico, zona sul do Rio de Janeiro, veio a prejudicar máquinas de VT e telecine e dependências do edifício. As novelas exibidas na época, como Anjo Mau e O Feijão e o Sonho, tiveram que ser gravadas em outros estúdios. As gravações de Anjo Mau foram então produzidas nos estúdios da Cinédia, em Jacarepaguá, na zona oeste da cidade.
O diretor Régis Cardoso teve problemas com José Wilker que estava infeliz com seu personagem e que, junto com Renée de Vielmond se indispuseram com a Globo, bem como a atriz Hortênsia Tayer que acabou demitida durante a exibição da trama. Na reta final, sua personagem Lígia foi apenas citada pelos demais personagens.[carece de fontes?]

### Remake
Em 1997, aproveitando o argumento original de 1976, Maria Adelaide Amaral fez um remake da trama, acrescentando novos núcleos e personagens, sob direção de Denise Saraceni e com Glória Pires interpretando a babá Nice. Ao contrário da versão original – na qual Nice morre no parto –, na adaptação a personagem tem um final feliz ao lado de Rodrigo, agora interpretado por Kadu Moliterno. Átila Iório esteve presente no remake, vivendo o mesmo personagem: o pai biológico de Nice. No entanto, na versão original se chamava Onias; na de 1997, passou a se chamar Josias. José Lewgoy também participou do remake, agora interpretando Eduardo - antes Edmundo, vivido por Hemílcio Fróes - o patriarca da família Medeiros.[carece de fontes?]

## Exibição
Devido ao calendário dos Jogos Olímpicos de Verão de 1976, a Globo teve que alterar os dias de exibição dos capítulos finais de Anjo Mau, sendo que o último foi exibido numa terça-feira, sem reprise.
Foi reapresentada num compacto de uma hora e meia, apresentado por José Lewgoy, em 14 de março de 1980 como atração do Festival 15 anos da Rede Globo. Foi reprisada às 10 horas da manhã, dentro do programa feminino TV Mulher entre 09 de Março a 18 de setembro de 1981 substituindo Senhora e sendo substituída por Irmãos Coragem.

### Exibição Internacional
Foi vendida para mais de 20 países, dentre eles França, Nicarágua, Nigéria e Rússia. Em 1986, o texto de Anjo Mau foi exportado para o Chile com o título Ángel malo.

### Outras Mídias
Em 24 de outubro de 2022, foi disponibilizada na íntegra no Globoplay, como parte do Projeto Resgate. Sendo a primeira produção em preto-e-branco a ser resgatada pela plataforma de streaming.

## Música

### Nacional
Capa: Logotipo da Novela
| N.º | Título                                 | Música                   | Personagem              | Duração |  |
| 1.  | "Não Esquente a Cabeça"                | Golden Boys              | Júlio                   |         |  |
| 2.  | "Amigos Novos e Antigos"               | Vanusa                   | Teresa                  |         |  |
| 3.  | "Boca de Espera"                       | The Fevers               | Carmem                  |         |  |
| 4.  | "Quem Nega a Luz Na Sombra Vai Morrer" | José Augusto             | Léa                     |         |  |
| 5.  | "Meu Mundo e Nada Mais"                | Guilherme Arantes        | Rodrigo                 |         |  |
| 6.  | "Papaya"                               | Úrsula Dudziak           | Abertura                |         |  |
| 7.  | "Marido Ideal"                         | Evinha                   | Stela                   |         |  |
| 8.  | "Uma Pequena Grande Canção de Amor"    | Stradivarius             | Rodrigo e Léa           |         |  |
| 9.  | "A Qualquer Preço"                     | Luciene Franco           | Nice                    |         |  |
| 10. | "O Que é Amar?"                        | Johnny Alf               | Ricardo e Paula         |         |  |
| 11. | "Bola Fora"                            | Luciene Franco           | Augusto                 |         |  |
| 12. | "Velho Arvoredo"                       | Antônio Cláudio Versiani | Alzira                  |         |  |
| 13. | "O Trem"                               | Coral Som Livre          | Locação: Rio de Janeiro |         |  |

### Internacional
Capa: Logotipo da Novela
| N.º | Título                                                       | Música                          | Personagem              | Duração |  |
| 1.  | "Love to Love You Baby"                                      | Donna Summer                    | Paula                   |         |  |
| 2.  | "Winners And Losers"                                         | Hamilton, Joe Frank & Reynolds  | Locação: Rio de Janeiro |         |  |
| 3.  | "She's My Girl"                                              | Morris Albert                   | Ricardo                 |         |  |
| 4.  | "Life Is Fascination"                                        | The Ritchie Family              | Rui e Odete             |         |  |
| 5.  | "Rainbow"                                                    | Blow-Up                         | Geral                   |         |  |
| 6.  | "Tu t'en vas"                                                | Alain Barrière & Noëlle Cordier | Stela e Getúlio         |         |  |
| 7.  | "Cry to Me"                                                  | Loleatta Holloway               | Nice e Rodrigo          |         |  |
| 8.  | "This Time I'll Be Sweeter"                                  | Linda Lewis                     | Léa                     |         |  |
| 9.  | "Give Me a Second Chance"                                    | Junior                          | Getúlio                 |         |  |
| 10. | "Io Che Amo Solo Te"                                         | Rita Pavone                     | Teresa e Júlio          |         |  |
| 11. | "I'm Falling in Love"                                        | Jimmy Norman                    | Fernando                |         |  |
| 12. | "Blue Dolphin"                                               | Steven Schalks                  | Nice e Rodrigo          |         |  |
| 13. | "Do You Know Where You're Going To? (Theme From "Mahogany")" | Diana Ross                      | Toninha                 |         |  |
| 14. | "Please Don't Go Away"                                       | New Station                     |                         |         |  |